# Крістал (гора)
Крістал або Піку-ду-Крістал (порт. Pico do Cristal) — дев'ята за висотою гора Бразилії, розташована на території Національного парку Серра-ду-Капарао в штаті Мінас-Жерайс.
| Бразилія | Це незавершена стаття з географії Бразилії. Ви можете допомогти проєкту, виправивши або дописавши її. |